# صفحه آند شمالی
صفحه آند شمالی (انگلیسی: North Andes Plate) یک صفحه زمین‌ساختی کوچک است که در شمال رشته‌کوه آند قرار دارد. این صفحه میان صفحه متحرک‌تر آمریکای جنوبی و صفحه نازکا در حال فشرده‌شدن است. این منطقه به دلیل فرورانش صفحه نازکا مستعد فعالیت‌های آتشفشانی و لرزه‌ای فراوانی است.